# Pedro Blanco López
Pedro Blanco López (* 14. Juli 1883 in León, Spanien; † 1. Mai 1919 in Porto, Portugal) war ein spanischer Komponist, Pianist, Lehrer und Musikkritiker.

## Biographie

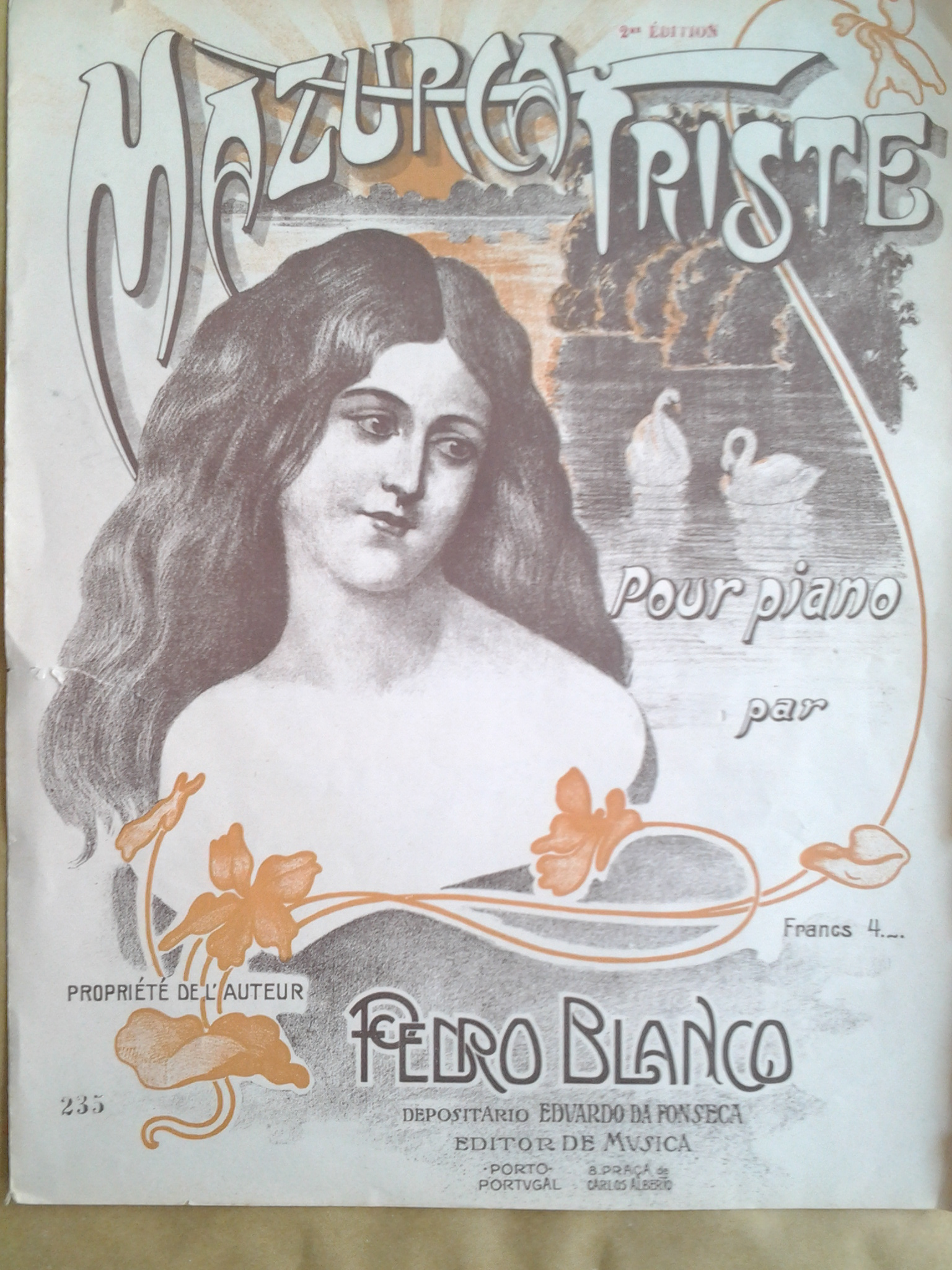
Einband der Partitur Mazurca triste von Pedro Blanco

Blanco wurde als Sohn des Musikers Mateo Blanco del Río und Emilia López y Moya geboren und begann seine musikalische Erziehung unter Leitung seines Vaters in León.  Ab 1897 studierte er an der Staatlichen Musikhochschule in Madrid bei den renommierten Professoren Felipe Pedrell und Andrés Monge. Mit beiden sowie mit Tomás Bretón verband ihn zeit seines Lebens ein reger schriftlicher Austausch. 1902 gewann er den ersten Preis für Klavier an der Musikhochschule. Seine Laufbahn als Klavierspieler nahm Blanco in Madrid auf; sie sollte ihn bis nach Porto führen – dort lebte er ab 1903 bis zu seinem Tod. Aus der in Porto mit Clementina Nogueira geschlossenen Ehe gingen zwei Söhne hervor. Kurz nach seiner Ankunft in Portugal schloss er sich dem Literatur- und Künstlerkreis der Küstenstadt Espinho an. Bekannte Persönlichkeiten dieser Künstlergruppe waren u. a. der Maler Amadeo de Souza-Cardoso, der Dichter und Pädagoge João de Barros und vor allem Dr. Manuel Laranjeira. Über ihn lernte Blanco weitere Intellektuelle kennen, darunter Miguel de Unamuno, mit dem ihn eine jahrelange Brieffreundschaft verband.
Ein Jahrzehnt lang übte Pedro Blanco eine bedeutende Tätigkeit als Klavierlehrer bei der Ausbildung zahlreicher Musikschüler aus. Ferner war er Mitglied des ersten Lehrkörpers am Konservatorium Portos; dort unterrichtete er ab 1917 bis zu seinem Tod. In den beiden ersten Dekaden des 20. Jahrhunderts war Blanco aktiv am pulsierenden Kulturleben Portos beteiligt, u. a. in kulturellen Bewegungen wie der Renascença Portuguesa. Er war ein leidenschaftlicher und charismatischer Künstler. Sein beachtlicher Einfluss auf die Künstlergemeinschaft ist unbestritten und er nutzte ihn für die Umsetzung wichtiger sozialer Aufgaben. In der Stadt am Duero unterhielt er eine enge Freundschaften mit wichtigen Persönlichkeiten, wie dem Bildhauer António Teixeira Lopes, dem Zeichner Leal da Câmara und dem Schriftsteller Antero de Figueiredo. Auch führte er einen ununterbrochenen Briefwechsel mit wichtigen nationalen und internationalen Persönlichkeiten aus Kunst und Musik.
1911 wurde Pedro Blanco zum korrespondierenden Mitglied der Internationalen Musikgesellschaft in Porto ernannt. Unter seinen musikwissenschaftlichen Arbeiten erregte vor allem ein Einführungsessay über portugiesische Volksmusik für die französische Zeitschrift S. I. M.[i] Aufsehen. Als Schriftsteller machte sich Blanco einen Namen mit vielen Veröffentlichungen in – hauptsächlich spanischen und französischen – Zeitungen und Zeitschriften in verschiedenen Bereichen, wie der Musikkritik, dem „Regeneracionismo“, bei der Verteidigung des sozialen Status von Musikern sowie im Rahmen der Kulturverbreitung zwischen den beiden Nachbarländern Spanien und Portugal. Blanco spielte eine bedeutende, bis heute vergessene Rolle beim spanisch-portugiesischen Kulturaustausch und leistete einen aktiven Beitrag zur Entstehung des kulturellen Iberismus. Lopez verstarb am 1. Mai 1919 im Alter von 36 Jahren an der Spanischen Grippe.

## Musikalisches Werk
Trotz seines frühen Todes hinterließ Pedro Blanco etwa zwanzig Werke für Klavier, Klavier und Gesang, Geige und Klavier und auch Orchesterwerke.
Klaviermusik:
- Mazurca Triste (Op. 1).
- Hispania (Op. 4. Auch orchestriert von Lucien Lambert).
- Heures Romantiques. Impressiones Intimes (Op. 6).
- Galanías (Op. 10).
- Dos mazurcas: Del amor y Del dolor (Op. 12).
- Castilla (Op. 16).

Werke für Klavier und Gesang:
- ¡Guitarra mía! (Op. 2).
- Los ojos negros (Op. 3).
- Canções:  “O Senhor Reitor”,  “Flor da Rua”, “A Fiandeira” (Op.5).
- Dos melodías: "Rosa e lírio", Barca-bela (Op. 9).
- Cantiga e Trovas do longe (Op. 11).
- Duas melodias para piano e canto: "Madrigal", "Quand même" (Op. 14).

Werke für Geige und Klavier:
- Romance y Zambra andaluza (Op. 7).

Orchesterwerke:
- Añoranzas (Op. 8).
- Duas melodias portuguesas: “Anjo da Guarda”, “Noite de Amores” (Op. 13).
- Concierto en si menor (für Klavier und Orchester, Op. 15).